# Ophionereis reticulata
Ophionereis reticulata är en ormstjärneart som först beskrevs av Thomas Say 1825.  Ophionereis reticulata ingår i släktet Ophionereis och familjen Ophionereididae. Inga underarter finns listade i Catalogue of Life.